# Districtul Ban Pho
Ban Pho (în thailandeză บ้านโพธิ์) este un district (Amphoe) din provincia Chachoengsao, Thailanda, cu o populație de 51.564 de locuitori și o suprafață de 217,593 km².